# Devan Nair
Devan Nair a/l Chengara Veetil (Malayalam: ദേവന്‍ നായര്‍) (Malakka, 5 augustus 1923 - Hamilton, 6 december 2005) was een Singaporees syndicalist en politicus. 

## Levensloop
Zijn vader, oorspronkelijk afkomstig uit Kerala, was als klerk werkzaam op een rubberplantage. Toen Devan Nair tien jaar oud was emigreerde hij met zijn familie naar de Britse kolonie Singapore, die deel uitmaakte van de Straits Settlements.
Na de Tweede Wereldoorlog werd hij werkzaam als leerkracht en in 1949 werd hij verkozen tot algemeen secretaris van de Singapore Teachers' Union (STU), een vakcentrale van de National Trades Union Congress (NTCU). Hoewel aanvankelijk lid van de Malayan Communist Party (CPM), trad hij in 1954 toe tot de People's Action Party (PAP) van Lee Kuan Yew. In 1956 werd hij - evenals Lim Chin Siong en James Puthucheary gedetineerd in het kader van de Preservation of Public Security Ordinance Act. Na de verkiezingsoverwinning van de PAP in 1959 kwam hij vrij en vervolgens benoemd tot politiek secretaris van de minister van onderwijs. Een jaar later keerde hij echter terug naar zijn functie als leerkracht.
Bij de algemene verkiezingen van 1964 behaalde hij een overwinning te Bangsar en na de onafhankelijkheid van Singapore op 9 augustus 1965 besloot hij in Maleisië te blijven, alwaar hij medestichter was van de Democratic Action Party (DAP) en deel uitmaakte van het Maleisisch parlement. Zijn echtgenote Dhanalatchimi en kinderen keerden echter terug naar Singapore, alwaar ze verkozen werd in het Singaporees parlement. Later keerde ook Devan Nair terug naar Singapore alwaar hij opnieuw actief werd in de NTCU. Vervolgens werd hij in 1976 verkozen tot voorzitter van de Asian Regional Organisation (ARO), de Aziatische poot van het Internationaal Verbond van Vrije Vakverenigingen (IVVV).
In 1979 deed hij zijn intrede in het Singaporees parlement. Op 23 oktober 1981 werd hij vervolgens door het parlement verkozen tot 3e president. Op 27 maart 1985 nam hij ontslag, volgens Lee Kuan Yew om een uitweg te vinden voor zijn alcoholprobleem, maar dit ontkende hij zelf. Na zijn ontslag migreerde hij met zijn gezin naar de Verenigde Staten, waar hij zich in 1988 vestigde in Gaithersburg te Maryland. Later verhuisden ze naar Bloomington in Indiana en vervolgens naar Hamilton in de Canadese staat Ontario.